# Survivor (Fernsehserie)
Survivor (auch Expedition Robinson genannt) ist ein Reality-Fernsehsendung-Konzept, das von Charlie Parsons in Schweden unter dem Titel Expedition Robinson entwickelt wurde. Erstmals verwendet wurde es für Expedition Robinson, das in Schweden von September bis Dezember 1997 bis zu 2,3 Millionen Zuschauer erreichte. Das Konzept wurde danach in vielen Ländern weltweit übernommen, unter anderem folgte im Jahr 2000 eine US-amerikanische Ausgabe mit dem Titel Survivor, die von CBS ausgestrahlt wurde.

## Konzept
In Survivor bzw. Expedition Robinson wird eine Gruppe von Menschen, die sich vor Beginn der Show persönlich nicht kennen, an einem abgelegenen Ort ausgesetzt. Dabei werden die Kandidaten in zwei oder mehr Stämme aufgeteilt und müssen sich selbst und ohne fremde Hilfe um Nahrung, Wasser, Feuer und Unterkunft für ihren jeweiligen Stamm kümmern.
In regelmäßigen Abständen finden Wettkämpfe statt, bei denen man eine Belohnung oder auch  „Immunität“ gewinnen kann. In der ersten Phase des Spiels treten bei diesen Wettkämpfen die Stämme gegeneinander an, wobei nur der siegreiche Stamm die Belohnung bzw. Immunität gewinnt. Letztere ist ganz besonders wichtig, denn am Ende jeder Episode wird ein Mitglied des unterlegenen Stammes beim Stammesrat von den eigenen Stammeskollegen aus dem Spiel gewählt. In einigen wenigen Fällen mussten Kandidaten das Spiel aber auch aus medizinischen Gründen verlassen, nachdem sie sich verletzt hatten oder krank geworden waren.
Da sich durch die Eliminierungen die Anzahl der im Spiel verbliebenen Individuen kontinuierlich verringert, kommt es in der Endphase zu einer Vereinigung und alle Kandidaten werden zu einem einzigen Stamm. Die Wettkämpfe werden ab diesem Zeitpunkt auf individueller Basis ausgetragen und nur eine Person kann eine Belohnung und/oder Immunität gewinnen. Am Ende bleiben zwei oder drei Spieler übrig. Diese müssen sich dann einer Jury stellen, welche aus den sieben, acht oder neun zuletzt eliminierten Kandidaten besteht und aus den verbliebenen Personen den Gewinner wählt, der den Titel Sole Survivor (dt. „einziger Überlebender“) und einen Geldpreis erhält.

## Internationale Version
Legende:
| Land/Region                                                              | Originaltitel                                     | Sender | Staffel, Jahr: Gewinner | Preis                                                                                  | Moderation |
| ------------------------------------------------------------------------ | ------------------------------------------------- | --- | --- | -------------------------------------------------------------------------------------- | --- |
| Afrika ( Botswana Äthiopien Ghana Kenia Namibia Nigeria Sambia Simbabwe) | Survivor Africa                                   | M-Net ( Südafrika) | Staffel 1, 2006: Tsholofelo Gasenelwe | US$ 100,000                                                                            | Anthony Oseyemi (Staffel 1) |
| Arabische Welt ( Arabische Liga)                                         | Survivor (سرفايفر)                                | LBC ( Libanon) | Staffel 1, 2005: Hussein El-Abass | SR 1,000,000                                                                           | Tareq Mounir |
| Argentinien                                                              | Expedición Robinson                               | Canal 13 | Staffel 1, 2000: Sebastián Martino Staffel 2, 2001: María Victoria Fernández Staffel 3, 2024: Eugenia Propedo | arg$ 100,000 (Staffel 1–2 arg$ 50,000,000 (Staffel 3)                                  | Julián Weich |
| Australien                                                               | Australian Survivor                               | Nine Network | Staffel 1, 2002: Robert Dickson Staffel 2, 2016: Kristie Bennett Staffel 3, 2017: Jericho Malabonga Staffel 4, 2018: Shane Gould Staffel 5, 2019: Pia Miranda Staffel 6, 2019: David Genat Staffel 7, 2021: Hayley Leake Staffel 8, 2021: Mark Wales Staffel 9, 2022: Liz Parnov Staffel 10, 2023: Feras Basal Staffel 11, 2024: Myles Kuah Staffel 12, 2025: kommende Staffel | A$ 500,000                                                                             | Lincoln Howes (Staffel 1) Jonathan LaPaglia (Staffel 2–12) |
| Australien                                                               | Celebrity Survivor                                | Seven Network | Staffel 1, 2006: Guy Leech | A$ 100,000 (Spendegeld)                                                                | Ian Dickson |
| Aserbaidschan                                                            | Extreme Azerbaijan (Ekstrim Azərbaycan)           | Space TV | Staffel 1, 2011: Unbekannt | Sportauto                                                                              | Emin Əhmədov (Staffel 1) |
| Estland Lettland Litauen                                                 | Robinsonid Robinsoni Robinzonai                   | TV3 Estonia TV3 Latvia TV3 Lithuania | Staffel 1, 2000: Lettland Zane Mukane Staffel 2, 2001: Lettland Māris Šveiduks Staffel 3, 2002: Litauen Rimas Valeikis | Mazda 626 (Staffel 1) 50,000 LT (Staffel 2–3)                                          | Emil Rutiku (Staffel 1–3) Pauls Timrots (Staffel 1–3) Vytautas Kernagis (Staffel 1–3) |
| Estland Lettland Litauen                                                 | Džunglistaar Džungļu zvaigznes Džiungles          | TV3 Estonia TV3 Latvia TV3 Lithuania | Staffel 1, 2004: Lettland Dagmāra Legante | € 10,000                                                                               | Tenu Karks Raimond Dombrovskis Vytautas Kernagis |
| Belgien Niederlande                                                      | Expeditie Robinson                                | VT4 ( Belgien) (Staffel 1–5) 2BE ( Belgien) (Staffel 6–13) NET 5 ( Niederlande) (Staffel 1–5) Tien ( Niederlande) (Staffel 6–7) RTL 5 ( Niederlande) (Staffel 6–13) | Staffel 1, 2000: Niederlande Karin Lindenhovius Staffel 2, 2001: Belgien Richard Mackowiak Staffel 3, 2002: Niederlande Derek Blok Staffel 4, 2003: Belgien Jutta Borms Staffel 5, 2004: Belgien Frank de Meulder Staffel 6, 2005: Belgien Marnix Allegaert Staffel 7, 2006: Niederlande Olga Urashova Staffel 8, 2007: Belgien Vincent Arrendell Staffel 9, 2008: Belgien Yin Oei Sian Staffel 10, 2009: Belgien Marcel Vandezande Staffel 11, 2010: Niederlande Regina Romeijn Staffel 12, 2011: Belgien Tanja Dexters Staffel 13, 2012: Niederlande Fatima Moreira de Melo | BFr 2,000,000 / ƒ 100,000 (Staffel 1–2) € 50,000 (seit Staffel 3)                      | Ernst-Paul Hasselbach (Staffel 1–9) Désiré Naessens (Staffel 1) Roos Van Acker (Staffel 2–5) Lotte Verlackt (Staffel 6–7) Evi Hanssen (Staffel 7–13) Eddy Zoey (Staffel 10–12) Dennis Weening (Staffel 13) |
| Belgien Niederlande                                                      | Expeditie Robinson: All-Stars                     | VT4 ( Belgien) (Staffel 1–5) 2BE ( Belgien) (Staffel 6–13) NET 5 ( Niederlande) (Staffel 1–5) Tien ( Niederlande) (Staffel 6–7) RTL 5 ( Niederlande) (Staffel 6–13) | Staffel 1, 2006: Niederlande Ryan van Esch | BFr 2,000,000 / ƒ 100,000 (Staffel 1–2) € 50,000 (seit Staffel 3)                      | Ernst-Paul Hasselbach (Staffel 1–9) Désiré Naessens (Staffel 1) Roos Van Acker (Staffel 2–5) Lotte Verlackt (Staffel 6–7) Evi Hanssen (Staffel 7–13) Eddy Zoey (Staffel 10–12) Dennis Weening (Staffel 13) |
| Brasilien                                                                | No Limite                                         | Globo | Staffel 1, 2000: Elaine de Melo Staffel 2, 2001: Léo Rassi Staffel 3, 2001: Rodrigo Trigueiro Staffel 4, 2009: Luciana de Araújo Staffel 5, 2021: Paula Amorim Staffel 6, 2022: Charles Gama Staffel 7, 2023: Dedé Macedo | R$ 500,000                                                                             | Zeca Camargo (Staffel 1–4) André Marques (Staffel 5)Fernando Fernandes (Staffel 6–7) |
| Bulgarien                                                                | Survivor BG (Сървайвър БГ)                        | BTV | Staffel 1, 2006: Neli Ivanova Staffel 2, 2007: Georgi Kostadinov Staffel 3, 2008: Nikolay Martinov Staffel 4, 2009: Georgi Kehaiov | 250,000 BGN                                                                            | Kamen Vodenicharov (Staffel 1) Vladimir Karamazov (Staffel 2–4) Evtim Miloshev (Staffel 4) |
| Volksrepublik China                                                      | Into The Shangri-La (走进香格里拉 / 走入香格里拉) | CCTV | Staffel 1, 2001: Members of Sun Village | A chance to fulfill their dreams                                                       | |
| Chile                                                                    | Expedición Robinson (Celebrity Format)            | Canal 13 | Staffel 1, 2006: Marcela Roberts | CLP 50,000,000                                                                         | Sergio Lagos (Staffel 1) Karla Constant (Staffel 1) |
| Kolumbien                                                                | Expedición Robinson                               | Caracol TV | Staffel 1, 2001: Rolando Patarroyo Staffel 2, 2002: Cristóbal Echevarría | COL$ 200,000,000 (Staffel 1) COL$ 250,000,000 (Staffel 2)                              | Margarita Francisco (Staffel 1–2) |
| Kolumbien                                                                | La Isla de los Famo S.O.S. (Celebrity Format)     | RCN TV | Staffel 1, 2004: María Cecilia Sánchez Staffel 2, 2005: Leonel Álvarez Staffel 3, 2006: Lucas Jaramillo Staffel 4, 2007: José Javier Ramírez | COL$ 300,000,000                                                                       | Guillermo Prieto (Staffel 1–4) Katerine Porto (Staffel 1) |
| Kroatien                                                                 | Survivor                                          | HRT (Staffel 1) | Staffel 1, 2005: Vazmenko Pervanu | € 100,000 (Staffel 1)                                                                  | Antonija Blaće (Staffel 2) Milan Kalinić (Staffel 2) Andrija Milošević (Staffel 2) Marijana Batinić (Staffel 2) |
| Kroatien                                                                 | Survivor Croatia VIP                              | RTL Televizija (Staffel 2) | Staffel 2, 2012: Vladimir „Vlada“ Vuksanović | € 50,000 (Staffel 2)                                                                   | Antonija Blaće (Staffel 2) Milan Kalinić (Staffel 2) Andrija Milošević (Staffel 2) Marijana Batinić (Staffel 2) |
| Kroatien                                                                 | Survivor Hrvatska                                 | Nova TV | Staffel 3, 2022: läuft gerade |                                                                                        | Mario Mlinarić |
| Tschechien                                                               | Trosečník                                         | TV Prima | Staffel 1, 2006: Ingrid Golasová | 5,000,000 CZK                                                                          | Marek Vašut (Staffel 1) |
| Tschechien                                                               | Robinsonův ostrov                                 | TV Nova | Staffel 1, 2017. Staffel 2, 2018. |                                                                                        | |
| Tschechien                                                               | Survivor Česko & Slovensko                        | TV Prima und TV Markíza | Staffel 1, 2022. Staffel 2, 2023. |                                                                                        | |
| Dänemark                                                                 | Robinson Ekspeditionen                            | TV3 | Staffel 1, 1998: Regina Pedersen Staffel 2, 1999: Dan Marstrand Staffel 3, 2000: Sonny Pedersen Staffel 4, 2001: Malene Hasselblad Staffel 5, 2002: Henrik Ørum Staffel 6, 2003: Frank Quistgard Staffel 7, 2004: Mette Frandsen Staffel 8, 2005: Mogens Brandstrup Staffel 9, 2006: Diego Tur Staffel 10, 2007: Rikke Gøransson Staffel 11, 2008: Daniela Hansen Staffel 12, 2009: Villy Eenberg Staffel 13, 2010: Søren Engelbret Staffel 14, 2011: Hugo Kleister | 1,000,000 DKK (Staffel 5–9) 500,000 DKK (Staffel 10-aktuell) 250,000 DKK (Staffel 1–4) | Thomas Mygind (Staffel 1–6) Jakob Kjeldbjerg (Staffel 7–14) |
| Dänemark                                                                 | Robinson: VIP                                     | TV3 | Staffel 1, 2005: Schweden Tilde Fröling | 1,000,000 DKK (Staffel 5–9) 500,000 DKK (Staffel 10-aktuell) 250,000 DKK (Staffel 1–4) | Mikkel Beha Erichsen (Staffel 1) |
| Ecuador                                                                  | Expedición Robinson                               | Teleamazonas | Staffel 1, 2003: Tito Grefa | US$ 30,000 und ein Auto                                                                | Marisa Sánchez (Staffel 1) |
| Finnland                                                                 | Suomen Robinson                                   | Nelonen | Staffel 1, 2004: Marjaana Valkeinen Staffel 2, 2005: Mira Jantunen | € 100,000                                                                              | Jarmo Mäkinen (Staffel 1) Arttu Harkki (Staffel 2) |
| Finnland                                                                 | Selviytyjät Suomi (Survivor Finland)              | MTV3 | Staffel 1, 2013: Jarkko Kortesoja | € 50,000                                                                               | Heikki Paasonen (Staffel 1) |
| Frankreich                                                               | Koh-Lanta                                         | TF1 | Staffel 1, 2001: Gilles Nicolet Staffel 2, 2002: Amel Fatnassi Staffel 3, 2003: Isabelle Seguin and Delphine Turckeim Staffel 4, 2004: Philippe Bordier Staffel 5, 2005: Clémence Castel Staffel 6, 2006: François-David Cardonnel Staffel 7, 2007: Jade Handi and Kevin Cuoco Staffel 8, 2008: Christelle Gauzet Staffel 9, 2009: Christina Chevry Staffel 10, 2010: Philippe Duron Staffel 11, 2011: Gérard Urdampilleta Staffel 12, 2012: Ugo Lartiche Staffel 13: storniert | € 100,000                                                                              | Hubert Auriol (Staffel 1) Denis Brogniart (seit Staffel 2) |
| Frankreich                                                               | Koh-Lanta: All-Stars                              | TF1 | Staffel 1, 2009: Romuald Lafite Staffel 2, 2010: Grégoire Gorge Staffel 3, 2012: Bertrand Urbain | € 100,000                                                                              | Denis Brogniart (Staffel 1–3) |
| Georgien                                                                 | უკანასკნელი გმირი Ukanaskneli Gmiri               | Rustawi 2 | Staffel 1, 2007–2008: Tamar Chanturashvili |                                                                                        | |
| Deutschland                                                              | Survivor – Überwinde. Überliste. Überlebe!        | ProSieben (Staffel 1) VOX (Staffel 2) | Staffel 1, 2007: Volker Görnert Staffel 2, 2019: Lara Grünfeld | € 250,000 (Staffel 1) € 500,000 (Staffel 2)                                            | Sascha Kalupke (Staffel 1) Florian Weber (Staffel 2) |
| Griechenland                                                             | Survivor                                          | Mega TV | Staffel 1, 2003: Evagelina Dermetzoglou Staffel 2, 2004: Konstantina Golias | € 200,000 (Staffel 1–2) € 250,000 (Staffel 3)                                          | |
| Türkei Griechenland                                                      | Survivor: Türkiye – Yunanistan                    | Show TV ( Türkei) Mega TV ( Griechenland) | Staffel 1, 2006: Türkei Derya Durmuşlar | € 250,000                                                                              | |
| Ungarn                                                                   | Survivor A-Sziget                                 | RTL Klub | Staffel 1, 2003: Tünde Molnár Staffel 2, 2004: Dávid Hankó Staffel 3, 2017: Iliász | 10,000,000 Ft und ein Auto 20,000,000 Ft                                               | András Stohl (Staffel 1–2) Istenes Bence (Staffel 3) |
| Indien                                                                   | Survivor India                                    | Star Plus | Staffel 1, 2012: Raj Rani | ₹ 1 crore                                                                              | Sameer Kochhar |
| Israel                                                                   | הישרדות Hisardut (Hebrew: Survival)               | Channel 10 | Staffel 1, 2007–2008: Na'ama Kaesari Staffel 2, 2008–2009: Erik Alper Staffel 3, 2009: Shay Arel Staffel 4, 2010: Natan Bashevkin Staffel 5, 2011: Irit Rahamim Basis Staffel 6, 2012: Itay Segev | ₪ 1,000,000                                                                            | Guy Zoaretz (seit Staffel 1) |
| Israel                                                                   | הישרדות: VIP (Celebrity Format)                   | Channel 10 | Staffel 6, 2012: Itay Segev | ₪ 1,000,000                                                                            | Guy Zoaretz (seit Staffel 1) |
| Italien                                                                  | Survivor Italia                                   | Italia 1 | Staffel 1, 2001: Milica Miletic | € 200,000                                                                              | Pietro Suber (Staffel 1) Benedetta Corbi (Staffel 1) |
| Italien                                                                  | L'isola dei famosi The Celebrity Island           | Rai 2 (bis 2012), Canale 5 (seit 2015) | Staffel 1, 2003: Walter Nudo Staffel 2, 2004: Sergio Múñiz Staffel 3, 2005: Lory Del Santo Staffel 4, 2006: Luca Calvani Staffel 5, 2007: Manuela Villa Staffel 6, 2008: Vladimir Luxuria Staffel 7, 2010: Daniele Battaglia Staffel 8, 2011: Giorgia Palmas Staffel 9, 2012: Antonella Elia Staffel 10, 2015: Donatella Staffel 11, 2016: Giacobbe Fragomeni Staffel 12, 2017: Raz Degan Staffel 13, 2018: Nino Formicola | € 200,000 (bis 2012), € 100,000 (seit 2015)                                            | Simona Ventura (Staffel 1–8) Marco Mazzocchi (Staffel 1–3) Paolo Brosio (Staffel 4) Francesco Facchinetti (Staffel 5) Filippo Magnini (Staffel 6) Rossano Rubicondi (Staffel 7) Daniele Battaglia (Staffel 8) Nicola Savino (Staffel 9) Vladimir Luxuria (Staffel 9) Alvin (Staffel 10–11) Stefano Bettarini (Staffel 12) Stefano de Martino (Staffel 13) |
| Japan                                                                    | Survivor サバイバ                                 | TBS | Staffel 1, 2002: Eri Minoshima Staffel 2, 2002: Asami Kawamura Staffel 3, 2003: Yasuhito Ebisawa Staffel 4, 2003: Kōshin Gunji | ¥ 10,000,000                                                                           | Neptune (Staffel 1–4) Munehiro Tokita (Staffel 1–4) |
| Mexiko                                                                   | La Isla, el reality                               | Azteca 7 | Staffel 1, 2012: Mexiko María Reneé Staffel 2, 2013: Argentinien Cecilia Ponce Staffel 3, 2014: Francisco Covarrubias Staffel 4, 2015: Jorge Lyle Staffel 5, 2016: Jorge Luis Vázquez Staffel 6, 2017: Luis Arellanes | Mex$ 2,000,000                                                                         | Alejandro Lukini |
| Niederlande                                                              | Expeditie Robinson                                | RTL 5 | Staffel 14, 2013: Zukünftige Staffel | € 50,000                                                                               | Dennis Weening Evi Hanssen |
| Norwegen                                                                 | Robinson- ekspedisjonen                           | TV3 | Staffel 1, 1999: Christer Falch Staffel 2, 2000: Therese Andersen Staffel 3, 2001: Mia Martinsen Staffel 4, 2002: Ann Karene Molvig Staffel 5, 2003: Emil Orderud Staffel 6, 2004: Jan Stian Gundersen Staffel 7, 2007: Ann-Kristin Otnes Staffel 8, 2008: Tom Andre Tveitan Staffel 9, 2009: Lina Iversen Staffel 10, 2010: Alita Dagmar Kristensen Staffel 11, 2011: Lillan Ramøy Staffel 12, 2012: Elisabeth Nielsen | NOK 300,000                                                                            | Nils Ole Oftebro (Staffel 1) Christer Falch (seit Staffel 2) |
| Norwegen                                                                 | Robinson: VIP                                     | TV3 | Staffel 1, 2005: Schweden Tilde Fröling | NOK 300,000                                                                            | Mikkel Beha Erichsen (Staffel 1) |
| Österreich                                                               | Expedition Robinson                               | ORF RTL II | Staffel 1, 2000: Melanie | DM 100,000                                                                             | |
| Pakistan                                                                 | Mountain Dew Survivor                             | PTV ARY TVOne | Staffel 1, 2006: Muhammad Ziad | US$ 100,000                                                                            | |
| Philippinen                                                              | Survivor Philippines                              | GMA | Staffel 1, 2008: John Carlo „JC“ Tiuseco Staffel 2, 2009: Amanda Coolley Van Cooll | PHP 3,000,000                                                                          | Paolo Bediones (Staffel 1–2) |
| Philippinen                                                              | Survivor Philippines (Celebrity Edition)          | GMA | Staffel 3, 2010: Brasilien/ Japan Akihiro Sato Staffel 4, 2011–2012: Albert „Betong“ Sumaya Jr. | PHP 3,000,000                                                                          | Richard Gutierrez (seit Staffel 3) |
| Polen                                                                    | Wyprawa Robinson                                  | TVN | Staffel 1, 2004: Katarzyna Drzyżdżyk | 100,000 zł                                                                             | Hubert Urbański (Staffel 1) |
| Portugal                                                                 | Survivor                                          | TVI | Staffel 1, 2001: Pedro Besugo | Esc 10,000,000                                                                         | |
| Russland                                                                 | Последний герой Last Hero                         | C1R | Staffel 1, 2001: Sergey Odintsov Staffel 2, 2002–2003: Veronika Norkina Staffel 3, 2003: Vladimir Presnyakov, Jr Staffel 4, 2003–2004: Yana Volkova Staffel 5, 2004: Aleksey Matveyev Staffel 6, 2005: Alexander „Conan“ Alexeev Staffel 7, 2008–2009: Vladimir Lysenko | 3,000,000 RUB                                                                          | Sergei Bodrov, Jr (Staffel 1) Dmitry Pevtsov (Staffel 2) Nikolai Fomenko (Staffel 3) Aleksandr Domagarov (Staffel 4) Vladimir Menshov (Staffel 5) Xenija Sobtschak (Staffel 7) |
| Dänemark Norwegen Schweden                                               | Robinson: VIP (Celebrity Edition)                 | TV3 Dänemark TV3 Norwegen TV3 Schweden | Staffel 1, 2005: Schweden Tilde Fröling | SEK 500.000 SEK 250.000 Spendegeld                                                     | Mikkel Beha Erichsen (Staffel 1) |
| Serbien                                                                  | Survivor Srbija                                   | Prva srpska televizija TV3 Slowenien | Staffel 1, 2008–2009: Nemanja Pavlov Staffel 2, 2009–2010: Aleksandar Krajišnik | Nissan Patrol (Staffel 1) € 100,000 (Staffel 1) € 100,000 (Staffel 2)                  | Andrija Milošević (Staffel 1 – 4) Marijana Batinić (Staffel 4) |
| Serbien                                                                  | Survivor Srbija: VIP                              | Prva | Staffel 3, 2010–2011: Andrej Maričić Staffel 4, 2012: Vladimir „Vlada“ Vuksanović | € 50,000                                                                               | Andrija Milošević (Staffel 1 – 4) Marijana Batinić (Staffel 4) |
| Südafrika                                                                | Survivor South Africa                             | M-Net | Staffel 1, 2006: Vanessa Marawa Staffel 2, 2007: Lorette Mostert Staffel 3, 2010: Perle „GiGi“ van Schalkwyk Staffel 4, 2011: Hykie Berg Staffel 5, 2014: Graham Jenneker Staffel 6, 2018: Tom Swartz Staffel 7, 2019: Robert „Rob“ Bentele Staffel 8, 2021: Nicole Wilmans Staffel 9, 2022: Dino Paulo | R 1,000,000                                                                            | Mark Bayly (Staffel 1 – 2) Nico Panagio (Staffel 3 – 4) |
| Spanien                                                                  | Supervivientes                                    | Telecinco | Staffel 1, 2000: Xavier Monjonell Staffel 2, 2001: Alfredo „Freddy“ Cortina | 20,000,000 ₧                                                                           | Juan Manuel López (Staffel 1 – 2) Paco Lobaton (Staffel 2) |
| Spanien                                                                  | La Isla de los Famo S.O.S.                        | Antena 3 | Staffel 3, 2003: Argentinien Daniela Cardone Staffel 4, 2003: Felipe López Staffel 5, 2004: Jose „Canales“ Rivera Staffel 6, 2005: Víctor Janeiro | € 300,000                                                                              | Paula Vázquez (Staffel 3 – 6) Alonso Caparrós (Staffel 3) Nuria Roca (Staffel 4 – 6) |
| Spanien                                                                  | Supervivientes                                    | Telecinco | Staffel 7, 2006: Italien Carmen Russo Staffel 8, 2007: Kuba Nilo Manrique Staffel 9, 2008: Miriam Sánchez Staffel 10, 2009: Maite Zúñiga Staffel 11, 2010: María José Fernández Staffel 12, 2011: Rosa Benito Staffel 13, 2014: Zukünftige Staffel | € 200,000                                                                              | Jesús Vázquez (Staffel 7 – 11) José María Iñigo (Staffel 7) Mario Picazo (Staffel 8 – 10) Lucia Riaño (Staffel 8) Emma García (Staffel 9, 11) Óscar Martínez (Staffel 9) Eva Gonzalez (Staffel 11) Jorge Javier Vázquez (Staffel 12) Raquel Sánchez (Staffel 12) Christian Gálvez (Staffel 12)                                                            |
| Schweden                                                                 | Expedition Robinson                               | SVT (Staffel 1 – 7) TV3 (Staffel 8 – 9) TV4 (Staffel 10 - 14) | Staffel 1, 1997: Martin Melin Staffel 2, 1998: Italien Alexandra Zazzi Staffel 3, 1999: Frankreich Jerker Dalman Staffel 4, 2000: Mattias Dalerstedt Staffel 5, 2001–2002: Jan Emanuel Johansson Staffel 6, 2002: Ungarn Antoni Matacz Staffel 7, 2003–2004: Emma Andersson Staffel 8, 2004: Jerry Forsberg Staffel 9, 2005: Karolina Conrad Staffel 10, 2009: Ellenor Pierre Staffel 11, 2009–2010: Hans Brettschneider Staffel 12, 2010: Erik Svedberg Staffel 13, 2011: Finnland Mats Kemi Staffel 14, 2012: Mariana „Mirre“ Hammarling | unterschiedliche Beträge                                                               | Harald Treutiger (Staffel 1 – 2) Anders Lundin (Staffel 3 – 7) Robert Aschberg (Staffel 8 – 9) Linda Isacsson (Staffel 10) Paolo Roberto (Staffel 11 – 14) |
| Schweden                                                                 | Robinson: VIP                                     | TV3 | Staffel 1, 2005: Tilde Fröling | SEK 500.000 SEK 250.000 Spendegeld                                                     | Mikkel Beha Erichsen (Staffel 1) Robert Aschberg (Staffel 1) |
| Schweiz                                                                  | Expedition Robinson                               | TV3 | Staffel 1, 1999: Andreas Widmer Staffel 2, 2000: Stefanie Ledermann Staffel 3, 2001: Storniert/Nicht ausgestrahlt | CHF 100,000                                                                            | Silvan Grütter (Staffel 1 – 3) |
| Türkei                                                                   | Survivor Türkiye                                  | Kanal D (Staffel 1) Show TV (Staffel 2 – 4) | Staffel 1, 2005: Uğur Pektaş Staffel 2, 2006: Derya Durmuşlar Staffel 3, 2007: Taner Özdeş Staffel 4, 2010: Merve Oflaz | € 150,000 (Staffel 1) € 250,000 (Staffel 2 – 3) 500,000 TL (Staffel 4)                 | Acun Ilıcalı (Staffel 1–4) |
| Türkei                                                                   | Survivor: Ünlüler – Gönüllüler (mit Promis)       | Show TV (Staffel 1–2) Star TV (seit Staffel 3) | Staffel 1, 2011: Derya Büyükuncu Staffel 2, 2012: Nihat Altınkaya Staffel 3, 2013: Hilmi Cem İntepe Staffel 4, 2014: Turabi Çamkıran | 500,000 TL (Staffel 5-aktuell)                                                         | Acun Ilıcalı (seit Staffel 1) Hanzade Ofluoğlu (Staffel 1) Burcu Esmersoy (Staffel 2) Alp Kırşan (seit Staffel 3) |
| Ukraine                                                                  | Останній герой Last Hero                          | ICTV | Staffel 1, 2011: Andrey Kovalski Staffel 2, 2012: Alexei Diveyeff-Tserkovny | € 75,000                                                                               | |
| Vereinigtes Königreich                                                   | Survivor                                          | ITV | Staffel 1, 2001: Charlotte Hobrough Staffel 2, 2002: Jonny Gibb | £ 1,000,000                                                                            | Mark Austin (Staffel 1) John Leslie (Staffel 1) Mark Nicholas (Staffel 2) |
| Vereinigte Staaten                                                       | Survivor                                          | CBS | Staffel 1, 2000: Richard Hatch Staffel 2, 2001: Tina Wesson Staffel 3, 2001–2002: Ethan Zohn Staffel 4, 2002: Vecepia Towery Staffel 5, 2002: Brian Heidik Staffel 6, 2003: Jenna Morasca Staffel 7, 2003: Sandra Diaz-Twine Staffel 8, 2004: Amber Brkich Staffel 9, 2004: Chris Daugherty Staffel 10, 2005: Tom Westman Staffel 11, 2005: Danni Boatwright Staffel 12, 2006: Aras Baskauskas Staffel 13, 2006: Yul Kwon Staffel 14, 2007: Earl Cole Staffel 15, 2007: Todd Herzog Staffel 16, 2008: Parvati Shallow Staffel 17, 2008: Robert „Bob“ Crowley Staffel 18, 2009: James „J.T.“ Thomas Jr. Staffel 19, 2009: Natalie White Staffel 20, 2010: Sandra Diaz-Twine Staffel 21, 2010: Jud „Fabio“ Birza Staffel 22, 2011: Rob Mariano Staffel 23, 2011: Sophie Clarke Staffel 24, 2012: Kim Spradlin Staffel 25, 2012: Denise Stapley Staffel 26, 2013: John Cochran Staffel 27, 2013: Tyson Apostol Staffel 28, 2014: Tony Vlachos Staffel 29, 2014: Natalie Anderson Staffel 30, 2015: Mike Holloway Staffel 31, 2015: Jeremy Collins Staffel 32, 2016: Michele Fitzgerald Staffel 33, 2016: Adam Klein Staffel 34, 2017: Sarah Lacina Staffel 35, 2017: Ben Driebergen Staffel 36, 2018: Wendell Holland Staffel 37, 2018: Nick Wilson Staffel 38, 2019: Chris Underwood Staffel 39, 2019: Tommy Sheehan Staffel 40, 2020: Tony Vlachos Staffel 41, 2021: Erika Casupanan Staffel 42, 2022: Maryanne Oketch Staffel 43, 2022: Mike Gabler Staffel 44, 2023: Yam Yam Arocho Staffel 45, 2023: Dee Valladares Staffel 46, 2024: Kenzie Petty Staffel 47, 2024: Rachel LaMont Staffel 48, 2025: Kyle Fraser Staffel 49, 2025: kommende Staffeö Staffel 50, 2026: kommende Staffel | US$ 1,000,000 (Staffel 1–39, 41–50) US$ 2,000,000 (Staffel 40)                         | Jeff Probst (Staffel 1 – aktuell) |
| Venezuela                                                                | Robinson La Gran Aventura                         | Venevisión | Staffel 1, 2001: Gabriel Pérez Staffel 2, 2003: Graciela Boza | 100,000,000 VEB                                                                        | |